# 聶耳國

圖出自《古今圖書集成·方輿彙編·邊裔典·第一百三十九卷》

聶耳國，又稱作儋耳國、耽耳國，位於無腸國東方，其人長著垂至胸前的長耳朵，走路時以雙手托著。任姓，東海之神禺䝞之子，以穀物為食，居住於位於海中的小島，在其國東方有兩隻花斑虎供他們使喚。唐朝李冗所著《獨異志》有大耳國，其人睡覺時以其中一耳作為席子，另一耳作為被子。

## 文化
在《鏡花緣》第十四回中，寫到聶耳國人身形體貌與常人無異，耳朵垂至腰部，走路時需雙手捧著耳朵，雖為長耳之人，但國內無人活超過七十歲。